# Ферас
Ферас, Фер, Тер (др.-греч. Θήρας) — персонаж древнегреческой мифологии.
Род Фераса восходил к Кадму. Сын Автесиона, внук Тисамена, дядя по матери Еврисфена и Прокла. Согласно Геродоту, царь Спарты как опекун малолетних племянников, но в царские списки не включался. Основал в Спарте храм Афины. Вывел лакедемонскую колонию в Феру на острове Тире, где ему ежегодно приносили жертву как герою-основателю. Отец Эолика. Во главе лакедемонян и минийцев, изгнанных пеласгами с Лемноса, повёл их на остров Феру (Каллисту) поколением раньше ионийской колонизации.